# 白花多叶斑叶兰
白花多叶斑叶兰（学名：Goodyera pusilla）为兰科斑叶兰属下的一个种。